# R. J. Jiménez
Ryan Jay Jiménez (17 de septiembre de 1983, Pasig), conocido artísticamente como R. J. Jiménez. Es un cantante, guitarrista y excompetidor del programa televisión Pinoy Dream Academy filipino. 
"Como era de esperar, el hombre se comporta como un loco conductor en medio de un masivo crecimiento. Todas las manos, todo lo pulgar, cuando se entusiasma hablando que es apenas alrededor de cualquier momento en que el habla, ante los ojos como un niño en la mañana de Navidad, pero la voz y un astuto hombre común como estadista. Es un chico tímido, pero que camina con el paso de alguien que tiene algo importante que hacer en el otro extremo de la sala. Comando de la atención sin que realmente pidiendo que (los ojos hacer un poco escrito) si él es en el escenario, en el almuerzo, sentado o torpemente, su cuerpo doblado para adaptarse a la pequeña sede con la espalda recta el ángulo tan sólo puede ser aguda , en un stuffy esquina de un café. Parece estar tan seguro de donde va a ir, pero dejaremos las piernas en un latido del corazón de casi nadie ni a nada que preguntar por su tiempo.  Él siempre acepta el entusiasmo y no disuade a nadie para hacer lo que les hace feliz (siempre y cuando no herir a nadie). No resulta sorprendente para alguien que, como un niño, se puso varias veces en el escenario cantando a sus amigos' cumpleaños bashes". Pues así siempre ha tratado de entrar en la escena, según esta palabras de R. J. Jiménez. 

## Discografía

### Estudio de álbum
- RJ JMNZ - Star Documentos (2008)

### Singles
- Miss Kita Pag Martes
- Superstar
- Oo

- Datos: Q7276867